# Perudrillmyrfågel
Perudrillmyrfågel (Hypocnemis peruviana) är en fågel i familjen myrfåglar inom ordningen tättingar.

## Utseende och läte
Perudrillmyrfågeln är en liten och streckad myrfågel. Den är streckat svartvit på huvud och undersida, med ett tydligt svart ögonstreck och svart hjässa. Vidare är den brun på vingar och stjärt. På kroppsidorna syns att en orangeröd anstrykning. Arten liknar gulbröstad drillmyrfågel, men denna är färgglad inte bara på sidorna utan även på strupe och bröst. Sången består av en accelererande och fallande serie med visslingar som blir grövre i toner. 

## Utbredning och systematik
Perudrillmyrfågel delas in i två underarter med följande utbredning:
- H. p. saturata – södra Colombia till nordöstra Peru och västcentrala Amazonområdet i Brasilien
- H. p. peruviana – tropiska östra Peru söder om Amazonfloden till norra Bolivia och sydvästra Amazonområdet i Brasilien

## Levnadssätt
Perudrillmyrfågeln hittas i skogsbryn och ungskog. Där ses den i undervegetation. Där den överlappar med gulbröstad drillmyrfågel är den övervägande begränsad till högväxt regnskog, framför allt i gläntor och utmed rinnande vattendrag och raviner i mer höglänta områden. 

## Status och hot
Arten har ett stort utbredningsområde, men tros minska i antal, dock inte tillräckligt kraftigt för att den ska betraktas som hotad. Internationella naturvårdsunionen IUCN listar arten som livskraftig (LC).